# Сен-Морис-де-Льон
Сен-Мори́с-де-Льон (фр. Saint-Maurice-des-Lions) — коммуна во Франции, находится в регионе Пуату — Шаранта. Департамент — Шаранта. Входит в состав кантона Конфолан-Сюд. Округ коммуны — Конфолан.
Код INSEE коммуны — 16337.
Коммуна расположена приблизительно в 350 км к югу от Парижа, в 75 км южнее Пуатье, в 55 км к северо-востоку от Ангулема.

## Население
Население коммуны на 2008 год составляло 958 человек.
| 1962 | 1968 | 1975 | 1982 | 1990 | 1999 | 2008 |
| ---- | ---- | ---- | ---- | ---- | ---- | ---- |
| 1181 | 1118 | 1011 | 933  | 1017 | 931  | 958  |

## Администрация
| Период | Период | Фамилия    | Партия            | Примечания                 |
| ------ | ------ | ---------- | ----------------- | -------------------------- |
| 1995   | 2001   | Арлет Роше | сочувствующий ФКП |                            |
| 2001   | 2014   | Дени Делаж | ФКП               | техник высшей квалификации |

## Экономика
В 1945 году был построен завод по производству плитки компании Terreal.
В 2007 году среди 566 человек в трудоспособном возрасте (15—64 лет) 429 были экономически активными, 137 — неактивными (показатель активности — 75,8 %, в 1999 году было 69,8 %). Из 429 активных работали 400 человек (220 мужчин и 180 женщин), безработных было 29 (8 мужчин и 21 женщина). Среди 137 неактивных 38 человек были учениками или студентами, 55 — пенсионерами, 44 были неактивными по другим причинам.

## Достопримечательности
- Церковь Сен-Морис (XII век). Исторический памятник с 1909 года[3]
  - Деревянная статуя Св. Иоанна Крестителя (XIX век). Высота — 45 см. Исторический памятник с 1994 года[4]
  - Деревянная статуя «Мадонна с младенцем» (XIX век). Высота — 130 см. Исторический памятник с 1994 года[5]
  - Две деревянные статуи: Св. Маврикия и римского солдата (XVII век). Высота — 170 см. Исторический памятник с 1994 года[6]
  - Алтарь и дарохранительница (XVII век). Дарохранительница богато украшена резьбой с цветочными мотивами. Исторический памятник с 1994 года[7]
- Скульптура льва на центральной площади, символ города. Изготовлена из гранита
- Замок Рю-а-Лезиньяк с часовней

## Фотогалерея

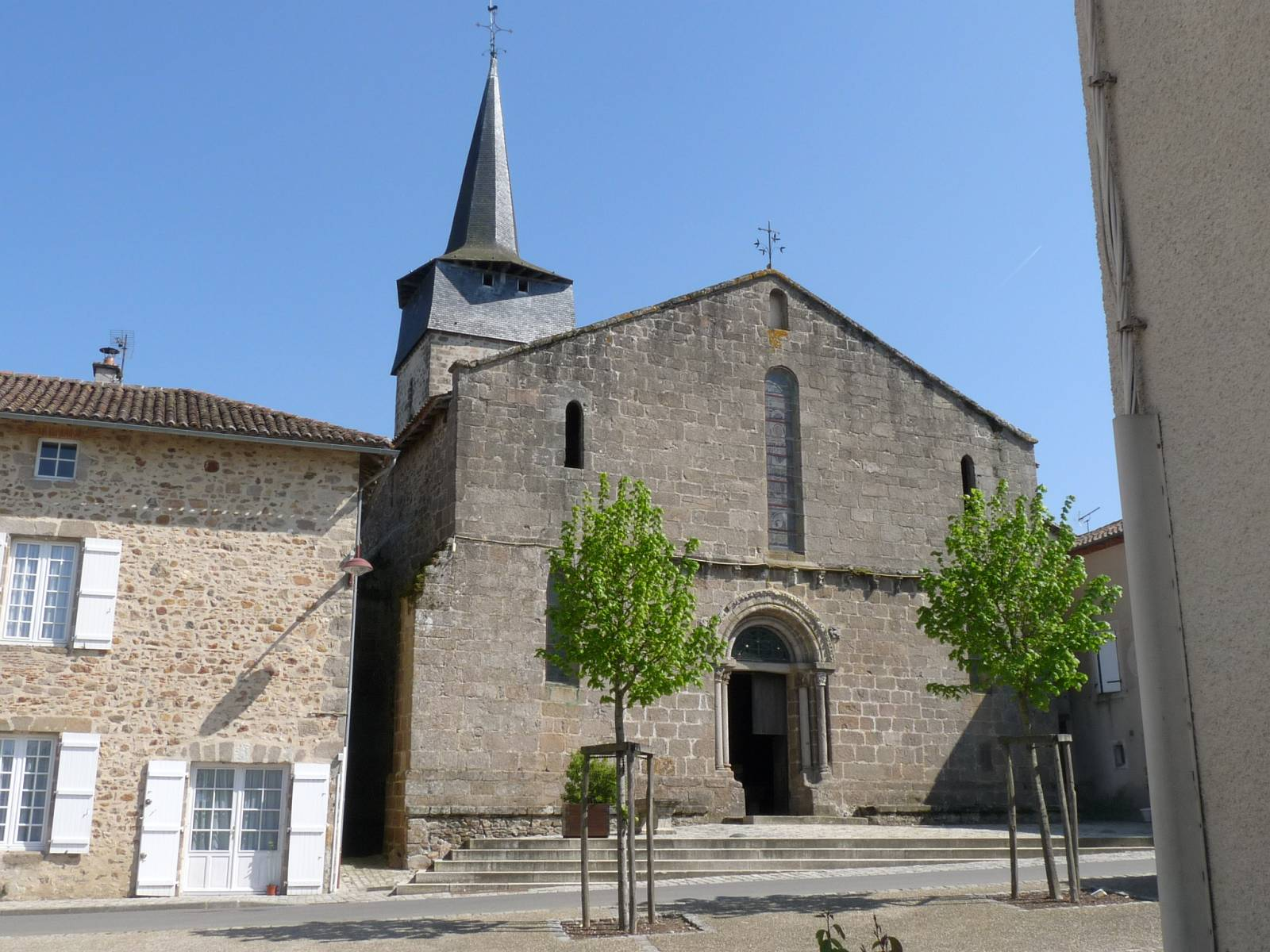
Церковь Сен-Морис
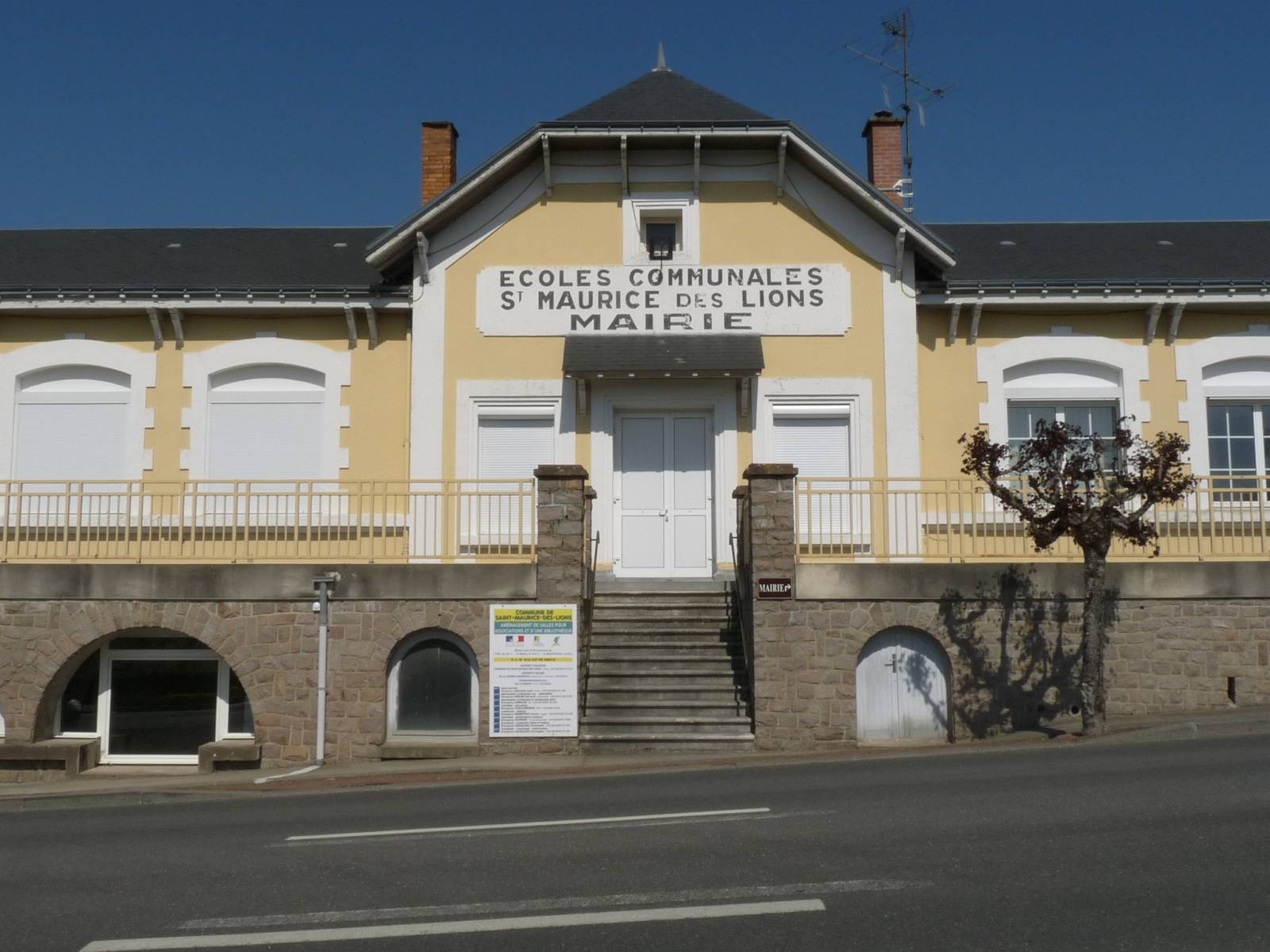
Мэрия
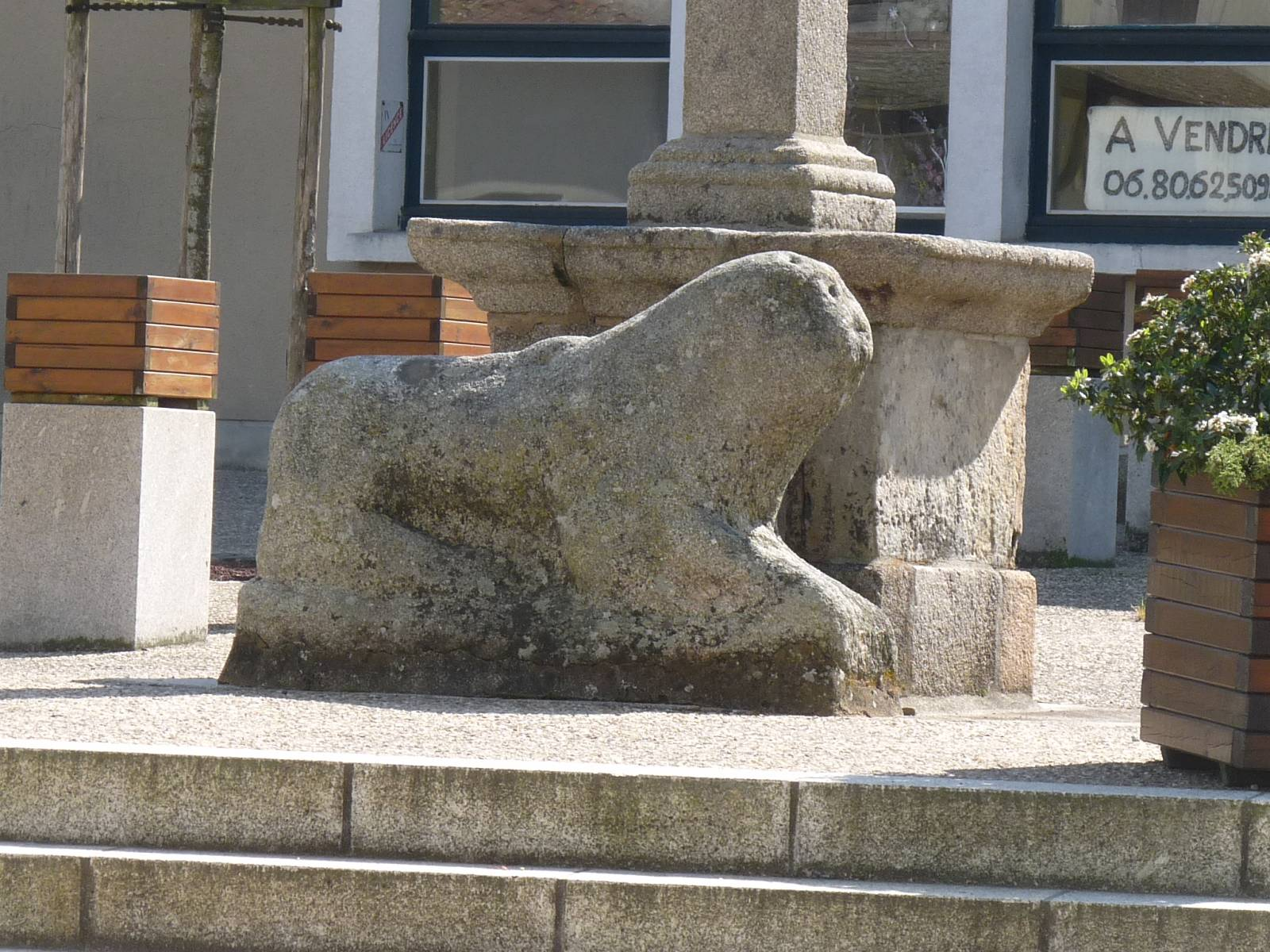
Скульптура льва